# L'Envieuse
Pour plus de détails, voir Fiche technique et Distribution.
L'Envieuse ou Le Vol est un court métrage muet français réalisé par Albert Capellani, sorti en 1911.

## Fiche technique
- Titre : L'Envieuse
- Titre alternatif : Le Vol
- Réalisation : Albert Capellani
- Scénario : Jules Mévisto
- Photographie :
- Montage :
- Producteur :
- Société de production : Société cinématographique des auteurs et gens de lettres (S.C.A.G.L.)
- Société de distribution :  Pathé Frères
- Pays d'origine :  France
- Langue : film muet avec les intertitres en français
- Métrage : 285 mètres
- Format : Noir et blanc — 35 mm — 1,33:1 —  Muet
- Genre : Film dramatique
- Durée : 9 minutes 30
- Dates de sortie :
  -  France : 9 juin 1911

## Distribution
- Adolphe Candé : André de Baudy, le mari
- Léontine Massart : Hélène de Baudy, sa femme
- La Petite Hacquard : Yvonne, leur fille
- Maurice Luguet
- Andrée Marly
- Lucien Callamand
- Georges Paulais
- Georges Melchior
- Léontine Massart
- Camille Steyaert
- Fernande Bernard
- Germaine Lançay
- Fernand Tauffenberger
- Paul Polthy
- Édouard Delmy
- Paul Chartrettes
- Paul Sarborg
- Dupont-Morgan
- Barnières
- Fred
- Madame Chantenay
- Darville
- Vallès
- Albert
- Bessy
- Eygen